# Нуредин Морсели
Нуредин Морсели (арап. نور الدين مرسلي; фр. Noureddine Morceli; Тенес, 28. фебруар 1970.) некадашњи је алжирски атлетичар, тркач на средње стазе. Победник је трке на 1.500 метара на Олимпијским играма 1996. Морсели је освојио три златне медаље узастопно на 1.500 метара на Светским првенствима. Поставио је светске рекорде на 1.500 м, једну миљу, 2.000 м и 3.000 м. Једном током своје каријере држао је 6 светских рекорда истовремено.

## Биографија
Са седам година Морселија је инспирисао његов старији брат Абдерахман, тркач светске класе који је завршио четврти на 1.500 метара на Светском купу 1977. Касније ће Абдерахман постати Нурединов тренер. Са 17 година Нуредин Морсели је освојио друго место у трци на 1.500 метара на Светском јуниорском првенству одржаном у Канади. Годину дана касније, уписао се на студије у Калифорнији, где је провео две године. У августу 1994, након што је оборио светски рекорд на отвореном на 3.000 метара (7 мин 25,11 сек), поставио је још пет светских рекорда у тркама на средњим стазама: 1.500 метара (3 мин 28,86 сек), једну миљу (3 мин 44,39 сек) и 2.000 метара (4 мин 47,88 сек) на отвореном, као и на 1.000 метара (2 мин 15,26 сек) и 1.500 метара (3 мин 34,16 сек) у дворани.
Морсели је проглашен за атлетичара године у свету од стране часописа Трек енд флд њуз (енгл. Track & Field News) 1993. и 1994. и од стране Међународне атлетске фондације 1994. године. У том двогодишњем периоду изгубио је само једном, и то у трци на 800 метара.

## Каријера

### 1990–1992
Дана 28. фебруара 1991. у Севиљи Морсели је оборио светски рекорд у дворани на 1.500 м са 3:34,16. Само девет дана касније, на истој стази, освојио је титулу на 1.500 м на Светском првенству у дворани. На Светском првенству у Токију Морсели је лако победио на 1.500 м у времену новог рекорда Светских првенстава (3:32,84).
Почетком 1992. Морсели је истрчао нови светски рекорд на 1.000 м у дворани од 2:15,26. У Барселони, Олимпијско финале трке на 1.500 метара је вођено јако спорим темпом, а пролазно време на 800 м било је спорије него у финалу трке жена на 1.500 м. То није била врста темпа на који је Морсели навикао, па је у финишу завршио на седмом месту. Само недељу дана касније Морсели је оборио лични рекорд победом Цириху за 3:30,76. У септембру 1992. Морсели је поставио нови светски рекорд на 1.500 м са временом 3:28,86 на митингу у Ријетију.

### 1993–1995
На Светском првенству 1993. у Штутгарту, финале на 1500 м почело је релативно споро, али Морсели је имао потпуну контролу, па се у последњем кругу лако одвојио и задржао светску титулу. Истог лета, у Бриселу је оборио светски рекорд у трци на једну миљу са резултатом 3:44,39.
1994. поставио је нови светски рекорд на 3.000 м са 7:25,11.
1995. Морсели је оборио светски рекорд на 2.000 м са временом 4:47,88. Девет дана касније Морсели је спустио сопствени рекорд на 1.500 м на 3:27,37 у Ници. Касније те године лако је одбранио титулу светског шампиона на 1.500 м у Гетеборгу.

### 1996–2000
На Олимпијским играма 1996. Морсели је прешао циљну линију први испред браниоца олимпијског злата Фермина Кача. Крајем 1996. Морсели је претрпео свој први пораз на 1.500 м у четири године, и то од Ел Геружа на митингу у Милану.
На Светском првенству 1997. у Атини, Морсели је био четврти на 1.500 м, а 1999. у Севиљи се квалификовао за своје пето узастопно финале на 1500 м.
Морселијев последњи наступ на великим међународним такмичењима био је на Олимпијским играма 2000. у Сиднеју.

### Након такмичарске каријере
Морсели данас помаже Међународном олимпијском комитету, Афричким играма и развоју младих атлетичара у Алжиру.
У јануару 2020. именован је за државног секретара за врхунски спорт (који одговара позицијиј Министра омладине и спорта у Србији) у новој влади коју је изабрао алжирски председник Абделмаџид Тебуне након председничких избора у децембру 2019. Морселија је заменила шампионка у џудоу Салима Суакри у јуну 2020. након промене владе.

## Међународна такмичења
| Година               | Такмичење                    | Место                              | Позиција             | Дисциплина           | Резултат             | Белешка              |
| Представљајући Алжир | Представљајући Алжир         | Представљајући Алжир               | Представљајући Алжир | Представљајући Алжир | Представљајући Алжир | Представљајући Алжир |
| -------------------- | ---------------------------- | ---------------------------------- | -------------------- | -------------------- | -------------------- | -------------------- |
| 1988                 | Светско првенство за јуниоре | Садбери, Канада                    | 2.                   | 1.500 м              | 3:46.93              |                      |
| 1991                 | Светско првенство у дворани  | Севиља, Шпанија                    | 1.                   | 1.500 м              | 3:41.57              |                      |
| 1991                 | Светско првенство            | Токио, Јапан                       | 1.                   | 1.500 м              | 3:32.84              |                      |
| 1992                 | Олимпијске игре              | Барселона, Шпанија                 | 7.                   | 1.500 м              | 3:41.70              |                      |
| 1993                 | Светско првенство            | Штутгарт, Немачка                  | 1.                   | 1.500 м              | 3:34.24              |                      |
| 1995                 | Светско првенство            | Гетеборг, Шведска                  | 1.                   | 1.500 м              | 3:33.73              |                      |
| 1996                 | Олимпијске игре              | Атланта, Сједињене Америчке Државе | 1.                   | 1.500 м              | 3:35.78              |                      |
| 1997                 | Светско првенство            | Атина, Грчка                       | 4.                   | 1.500 м              | 3:37.37              |                      |
| 1999                 | Светско првенство            | Севиља, Шпанија                    | 12.                  | 1.500 м              | Одустао              |                      |
| 2000                 | Олимпијске игре              | Сиднеј, Аустралија                 | 24.                  | 1.500 м              | 4:00.78              |                      |